# Faita jezik
Faita jezik (ISO 639-3: faj), transnovogvinejski jezik uže skupine madang, jedini i istoimeni predstavnik Josephstaalske podskupine faita. Govorilo ga je svega još 50 ljudi (2000. S. Wurm; 57, 1981. Wurm and Hattori) u provinciji Madang, na Papui Novoj Gvineji.
Srodan je jezicima biyom [bpm], isabi [isa] i tauya [tya]. Prijeti mu izumiranje

## Vanjske poveznice
- Ethnologue (14th)
- Ethnologue (15th)